# 최규남
최규남(崔奎南, 1898년 1월 26일~1992년 4월 27일)은 대한민국의 물리학자이다. 제4대 국회의원과 제5대 문교부 장관, 제5대 서울대학교 총장을 지냈다.

## 생애
본관은 경주(慶州)이며 호는 동운(東雲)이다. 경기도 개성에서 출생했다. 그는 한국 최초의 물리학 분야 전공 이학박사이다. 그의 부인은 소프라노 성악가 겸 피아노 연주가 채선엽이고 손위 처남은 바이올린 연주가 겸 작곡가 채동선이며 손아래 처남은 서울대학교 약학대학 명예교수를 지낸 약학자 채동규이다.

## 학력
- 경기도 개성 송도고등보통학교 졸업
- 경성 연희전문학교 수학물리학과 학사(1926년)
- 미국 오하이오 웨슬리언 대학교 물리학과 학사(1930년)
- 미국 미시건 주립대학교 대학원 물리학과 이학석사(1931년)
- 미국 미시건 주립대학교 대학원 물리학과 이학박사(1932년)

### 명예 박사 학위
- 미국 오하이오 웨슬리언 대학교 명예 이학박사(1957년)
- 연세대학교 명예 이학박사(1957년)

## 경력
- 1947년 서울대학교 교수, 교무처장
- 1951년 9월 3일~1956년 6월 6일 제5대 서울대학교 총장
- 1956년 6월 8일~1957년 11월 26일 제5대 문교부 장관
- 1956년 6월 8일~1957년 11월 26일 원자력연구소 설립을 위한 5부 장관회의 의장
- 1956년 6월 8일~1957년 11월 26일 제3대 유네스코위원회 위원장
- 1956년 10월 9일~1968년 8월 17일 초대-4대 세종대왕기념사업회 회장
- 1964년 한국과학기술원(KIST, 과학기술연구소) 설립준비위원장
- 1965년 ~ 인하대학교 공대 이사장, 기상협회 회장
- 송도중·고등학교 총동문회 회장
- 1966년 학술원 종신회원
- 1967년 과학기술단체총연합회 명예회장
- 1981년 ~ 1992년 학술원 원로회원(물리학)

## 역대 선거 결과
|  | 56.59% |

|  | 26.26% |

## 같이 보기
| - 송도고등학교 - 연희전문학교 - 서울대학교 - 윤치호 - 공성학 - 윤일선 - 백낙준 - 조봉암 - 공진항 | - 선우휘 - 이원철 - 윤치영 - 이승만 - 조경철 - 황우석 - 이태규 |